# Europäischer Theaterpreis
Der Europäische Theaterpreis (auch Europa-Preis für das Theater) ist ein Theaterpreis, der seit 1987 auf Initiative der Europäischen Kommission verliehen wird.
1987 wurde der Preis erstmals an Ariane Mnouchkine für ihre Arbeit mit dem Théâtre du Soleil verliehen. Die erste internationale Jury wurde von Irene Papas geleitet.

## Der Preis
2007 wurde der Preis Robert Lepage und Peter Zadek zu gleichen Teilen zuerkannt. Nachdem Zadek nicht zur Verleihung erscheinen wollte, wurde ihm der Preis wieder aberkannt, da in den Statuten des Preises festgelegt ist, dass dieser persönlich in Empfang zu nehmen sei. 2001 wurde mit Michel Piccoli erstmals ein Schauspieler geehrt, 2017 wurden mit Isabelle Huppert und Jeremy Irons erneut Schauspieler ausgezeichnet. Stand 2016 der Hauptpreis ist mit 15.000 Euro dotiert.
Daneben wird seit 1990 auch der mit 30.000 Euro dotierte Europäische Theaterpreis für Neue Realitäten (auch Preis Europa Theater-Wirklichkeiten) verliehen. Stand 2016 ist der Hauptpreis mit 12.000 Euro dotiert.

## Preisträger
| Ausgabe | Jahr | Preisträger                                 | Sonderpreis                                      |
| ------- | ---- | ------------------------------------------- | ------------------------------------------------ |
| I       | 1987 | Ariane Mnouchkine und ihr Théâtre du Soleil | Melina Merkourī                                  |
| II      | 1989 | Peter Brook                                 |                                                  |
| III     | 1990 | Giorgio Strehler                            |                                                  |
| IV      | 1994 | Heiner Müller                               |                                                  |
| V       | 1997 | Robert Wilson                               |                                                  |
| VI      | 1998 | Luca Ronconi                                | Václav Havel                                     |
| VII     | 1999 | Pina Bausch                                 |                                                  |
| VIII    | 2000 | Lev Dodin                                   | BITEF, Ibrahim Spahić (Besondere Erwähnung)      |
| IX      | 2001 | Michel Piccoli                              |                                                  |
| X       | 2006 | Harold Pinter                               |                                                  |
| XI      | 2007 | Peter Zadek und Robert Lepage               |                                                  |
| XII     | 2008 | Patrice Chéreau                             |                                                  |
| XIII    | 2009 | Krystian Lupa                               |                                                  |
| XIV     | 2011 | Peter Stein                                 | Juri Petrowitsch Ljubimow                        |
| XV      | 2016 | Mats Ek                                     | Silviu Purcarete                                 |
| XVI     | 2017 | Isabelle Huppert, Jeremy Irons              | Wole Soyinka, Fadhel Jaïbi (Besondere Erwähnung) |
| XVII    | 2018 | Walerij Fokin                               | Núria Espert                                     |

## Europäischer Theaterpreis für Neue Realitäten
| Ausgabe | Jahr | Preisträger | Sonderpreis                                |
| ------- | ---- | --- | ------------------------------------------ |
| I       | 1990 | Anatoli Vassiliev |                                            |
| II      | 1994 | Giorgio Barberio Corsetti, Comediants, Eimuntas Nekrošius                                                                        |                                            |
| III     | 1997 | Théâtre de Complicité (Simon McBurney), Carte Blanche – Compagnia Della Fortezza (Armando Punzo)                                 |                                            |
| IV      | 1998 | Christoph Marthaler |                                            |
| V       | 1999 | Royal Court Theatre (Sarah Kane, Mark Ravenhill, Jez Butterworth, Conor McPherson, Martin McDonagh)                              |                                            |
| VI      | 2000 | Hollandia Theatergroep (Johan Simons, Paul Koek), Thomas Ostermeier, Socìetas Raffaello Sanzio (Romeo Castellucci, Chiara Guidi) |                                            |
| VII     | 2001 | Heiner Goebbels, Alain Platel |                                            |
| VIII    | 2006 | Oskaras Koršunovas, Josef Nadj                                                                                                   |                                            |
| IX      | 2007 | Alvis Hermanis, Biljana Srbljanović                                                                                              |                                            |
| X       | 2008 | Rimini Protokoll, Krzysztof Warlikowski, Sasha Waltz                                                                             | Belarus Free Theatre (Besondere Erwähnung) |
| XI      | 2009 | Guy Cassiers, Pippo Delbono, Rodrigo García, Arpád Schilling, François Tanguy – Théâtre du Radeau                                |                                            |
| XII     | 2011 | Viliam Docolomansky, Katie Mitchell, Andrey Moguchiy, Kristian Smeds, Teatro Meridional, Vesturport Theatre                      |                                            |
| XIII    | 2016 | Andreas Kriegenburg, Viktor Bodó, Juan Mayorga, Joël Pommerat, National Theatre of Scotland                                      |                                            |
| XIV     | 2017 | Susanne Kennedy, Yael Ronen, Jernei Lorenci, Alessandro Sciarroni, Kirill Serebrennikov, Theatre NO99                            | Dimitris Papaioannou                       |
| XV      | 2018 | Sidi Larbi Cherkaoui, Cirkus Cirkör (Tilde Björfors), Julien Gosselin, Jan Klata, Milo Rau, Tiago Rodrigues                      |                                            |